# 世田谷区立三宿中学校
世田谷区立三宿中学校（せたがやくりつ みしゅくちゅうがっこう）は、東京都世田谷区太子堂にある中学校である。2004年世田谷区立新星中学校と世田谷区立池尻中学校が合併し開校した。

## 概要
1948年(昭和23年)4月1日、現在世田谷区立三軒茶屋小学校(三軒茶屋2-42-1)の場所にあった区立駒留中学校の教室を間借りする形で、新星中学校として開校。
同年秋、通学距離があまりにも遠いという三宿、駒繁両小学校のP.T.Aの要望等により、現在本校のある太子堂に移転。敷地は、旧近衛野砲連隊の跡地を旧大蔵省から借用。後に同敷地内東側に東京朝鮮第八初級学校(現在閉校)、北側に国家公務員太子堂宿舎も建設される。
開校当時、木造の旧兵舎を校舎として使用したり、また連隊跡地のコンクリートを地域住民、保護者、教員、生徒が掘り起こしてグラウンドにする作業をし、生徒が定期的に石を拾うなど、皆の力が一体となり作り上げた。敷地内にはコスモスが咲き、新星中学時代の校歌、校章にはそのコスモスが象徴に使われていた。
中学校夜間学級（夜間中学）の設置校である、現在、12都府県に36校（2021年4月現在）が設置されている。

### 池尻中学校との分割
昭和20年代後半、全校生徒数が1300名を超えるマンモス校となり、1955年(昭和30年)4月1日近隣に新設された池尻中学校へ学区を分割し移管する。

### 池尻中学校の廃校と合併
世田谷区教育委員会では、1998年(平成10年)7月に世田谷区立小・中学校適正配置等審議会より「世田谷区立小・中学校の適正規模及び適正配置等についての基本的な考え方並びに具体的方策について」の答申を受け、2000年(平成12年)9月には「世田谷区立小・中学校の適正規模及び適正配置等具体的な方策について」を取りまとめ、新星中と池尻中を統合する計画を明らかにした。
これは近年、少子化に伴い池尻中学校の全校生徒数が100名前後、1学年の学級数が1クラスだけの学年が出現する程まで減少し、学校規模の縮小が廃校の理由。
池尻中学校廃校後の2015年、文部科学省は公立小中学校の統廃合に関する基準を見直し、中学校はクラス替えのできない、総クラス3学級以下で、統廃合を含めた検討を自治体に求めることを明らかにしている。
池尻中学校との統合は、1955年に新星中学から学区を分離して以来、49年ぶりである。

## 沿革

### 新星中学校として
校名は三駒、三宿、冨士見、新星、等多くの候補があったが、戦後の復興にあたり大きな希望と未来を託す意味で新星中学校と決定した。
- 1948年(昭和23年)4月1日 - 世田谷区三軒茶屋2-42-1の旧世田谷区立駒留中学校(現在の三軒茶屋小学校)校舎内の5教室を借り、開校。生徒1年生・293名、5学級。初代校長=天生目倉吉。
- 同年9月30日 - 現在、校舎のある場所に第1期の新築校舎、8教室、用務員室、宿直室、トイレ、工事竣工。
- 同年10月6日 - 旧駒留中学校から、現在の場所へ生徒、職員一同が机、椅子を運び新校舎へ移動。
- 同年10月15日 - 第1期工事新築校舎落成式挙行。10月20日を開校記念日と決定。
- 1949年(昭和24年)4月11日 - 第2期生入学式。339名入学。
- 1950年(昭和25年)4月10日 - 第3期生入学式。361名入学。
- 1950年(昭和25年)11月15日 - 校歌制定
- 1951年(昭和26年)4月7日 - 入学式。310名入学。
- 1954年(昭和29年)5月1日 - 都内で7番目となる夜間学級併設。職員4名、生徒15名。
- 1955年(昭和30年)4月1日 - 学区内に世田谷区立池尻中学校が開校し、本学区の一部が移管。
- 1969年(昭和44年)9月21日 - 木造第一校舎より出火。2教室焼失。
- 1970年(昭和45年)4月6日 - 制服が詰め襟から背広に切替。
- 1974年(昭和49年)5月 - 給食開始
- 1978年(昭和53年)9月10日 - テニスコート改修工事終了。
- 1983年(昭和58年)10月 - 体育館、プール等増改築工事着工。
- 1984年(昭和59年)3月16日 - 体育館、格技室、クラブハウス、図書館、音楽室、プール、テニスコート新築落成式。
- 1990年(平成2年)8月31日 - パソコン室・カウンセリング室完成
- 1992年(平成4年)9月1日 - 学校週5日制(毎月1回・第2土曜日休み)開始
- 1995年(平成7年)4月1日 - 学校週5日制(毎月2回)開始
- 2000年(平成12年)9月 - 新星中、池尻中の統合計画を策定
  - 11月 保護者や地域住民への周知（パンフレット、せたがやの教育）説明会の開催（11月～1月）※関係4小学校保護者含む
- 2001年(平成13年)4月 - 両中学校に統合協議会を設置、開催(第1回)
  - 5月 - 両中学校で統合協議会を開催（第2回）
  - 6月 - 両中学校で統合協議会を開催（第3回）
  - 7月 - 合同統合協議会の開催及び、統合計画どおり学校統合を進めることとし、新校開設に向けた具体的な検討をさらに進めるため新校準備会を設置、開催（第1回）
  - 10月 - 新校準備会（第2回）の開催
  - 12月 - 新校名を生徒や保護者、地域住民から募集
- 2002年(平成14年)3月14日 - 給食棟改修工事完了
- 2002年(平成14年)3月 - 新校準備会（第3回）の開催
  - 7月 - 新校準備会（第4回）の開催。新星中学校の第１期大規模改修工事開始（工期：～2015年3月）
  - 10月 - 新入学生及び保護者説明会に合わせて新校の標準服案の展示会を実施。新校準備会（第5回）の開催
  - 11月 新校準備会から新校名「三宿中学校」を提案
- 2003年(平成15年)2月 - 校歌に盛り込みたい言葉と校章デザインを募集
  - 3月 - 新校準備会（第6回）の開催
  - 4月 - 自校調理による給食試食会を実施
  - 6月 - 新校準備会（第7回）の開催
  - 7月 - 校章図案について生徒アンケートを実施。新星中学校の第2期大規模改修工事開始（工期：～2015年2月）。新校準備会（第8回）の開催
  - 9月 - 第3回区議会定例会で学校設置条例の一部を改正する条例を可決
  - 10月 - 三宿中学校説明会（第1回）を実施（在校生保護者、新入生等）新校準備会（第9回）の開催
- 2004年(平成16年)2月 - 三宿中学校説明会（第2回）を実施（在校生、新入生保護者等）都教育委員会へ学校設置届及び廃止届を提出。新校準備会（第10回）の開催
  - 3月 - 両中学校1・2年生に三宿中学校標準服を配布。新星中学校及び池尻中学校閉校式を開催
  - 3月31日 - 新星中学校として55年の歴史を経て閉校。総卒業生13500名(昼夜間合計)、総勤務者512名(昼間436名、夜間76名)

### 三宿中学校として
- 2004年(平成16年)4月1日 - 世田谷区立新星中学校の施設を引き継ぎ、世田谷区立池尻中学校と統合し、三宿中学校として開校。開校式及び第1回入学式を開催。

## 部活動
- 野球
- サッカー
- バスケットボール
- バレーボール
- 硬式テニス
- ソフトテニス
- 吹奏楽
- 美術
- ガーデニング
- 三味線
- ダンス

## 通学区域
- 太子堂1丁目全域
- 太子堂2丁目1～13番、32～38番
- 池尻1～3丁目全域
- 三軒茶屋1丁目全域
- 下馬1丁目全域、
- 下馬2丁目6～44番
- 下馬3丁目26～31番、33～38番
- 下馬5丁目35～41番
- 三宿1丁目全域

## 在校生の主な出身小学校
- 三宿小学校
- 駒繋小学校
- 中里小学校
- 池尻小学校

## 歴代校長
|      | 氏名     | 着任年月日               |
| ---- | -------- | ------------------------ |
| 初代 | 中野義邦 | 2004年(平成16年)4月1日～ |
| ２代 | 岡部正直 | 2006年(平成18年)4月1日～ |
| ３代 | 岩崎正道 | 2010年(平成22年)4月1日～ |
| ４代 | 牧野英一 | 2014年(平成26年)4月1日～ |
| 5代  | 濱川一彦 | 不明                     |

## 入学卒業者数
| 入学者       | 入学者 | 卒業者       | 卒業者 |                    |
| 年度         | 人数   | 年度         | 人数   | 入学卒業者の生年度 |
| ------------ | ------ | ------------ | ------ | ------------------ |
| 1948(昭和23) | 293    | 1950(昭和25) | 283    | 1935(昭和10)       |
| 1949(昭和24) | 339    | 1951(昭和26) | 381    | 1936(昭和11)       |
| 1950(昭和25) | 361    | 1952(昭和27) | 367    | 1937(昭和12)       |
| 1951(昭和26) | 310    | 1953(昭和28) | 290    | 1938(昭和13)       |
| 1952(昭和27) | 418    | 1954(昭和29) | 408    | 1939(昭和14)       |
| 1953(昭和28) | 429    | 1955(昭和30) | 437    | 1940(昭和15)       |
| 1954(昭和29) | 510    | 1956(昭和31) | 506    | 1941(昭和16)       |
| 1955(昭和30) | 229    | 1957(昭和32) | 228    | 1942(昭和17)       |
| 1956(昭和31) | 401    | 1958(昭和33) | 376    | 1943(昭和18)       |
| 1957(昭和32) | 339    | 1959(昭和34) | 321    | 1944(昭和19)       |
| 1958(昭和33) | 238    | 1960(昭和35) | 223    | 1945(昭和20)       |
| 1959(昭和34) | 295    | 1961(昭和36) | 280    | 1946(昭和21)       |
| 1960(昭和35) | 411    | 1962(昭和37) | 394    | 1947(昭和22)       |
| 1961(昭和36) | 384    | 1963(昭和38) | 362    | 1948(昭和23)       |
| 1962(昭和37) | 347    | 1964(昭和39) | 329    | 1949(昭和24)       |
| 1963(昭和38) | 280    | 1965(昭和40) | 273    | 1950(昭和25)       |
| 1964(昭和39) | 216    | 1966(昭和41) | 228    | 1951(昭和26)       |
| 1965(昭和40) | 209    | 1967(昭和42) | 204    | 1952(昭和27)       |
| 1966(昭和41) | 194    | 1968(昭和43) | 192    | 1953(昭和28)       |
| 1967(昭和42) | 202    | 1969(昭和44) | 211    | 1954(昭和29)       |
| 1968(昭和43) | 189    | 1970(昭和45) | 188    | 1955(昭和30)       |
| 1969(昭和44) | 211    | 1971(昭和46) | 209    | 1956(昭和31)       |
| 1970(昭和45) | 228    | 1972(昭和47) | 204    | 1957(昭和32)       |
| 1971(昭和46) | 228    | 1973(昭和48) | 213    | 1958(昭和33)       |
| 1972(昭和47) | 228    | 1974(昭和49) | 217    | 1959(昭和34)       |
| 1973(昭和48) | 214    | 1975(昭和50) | 218    | 1960(昭和35)       |
| 1974(昭和49) | 247    | 1976(昭和51) | 248    | 1961(昭和36)       |
| 1975(昭和50) | 224    | 1977(昭和52) | 233    | 1962(昭和37)       |
| 1976(昭和51) | 230    | 1978(昭和53) | 223    | 1963(昭和38)       |
| 1977(昭和52) | 260    | 1979(昭和54) | 263    | 1964(昭和39)       |
| 1978(昭和53) | 274    | 1980(昭和55) | 263    | 1965(昭和40)       |
| 1979(昭和54) | 245    | 1981(昭和56) | 235    | 1966(昭和41)       |
| 1980(昭和55) | 258    | 1982(昭和57) | 255    | 1967(昭和42)       |
| 1981(昭和56) | 251    | 1983(昭和58) | 252    | 1968(昭和43)       |
| 1982(昭和57) | 259    | 1984(昭和59) | 252    | 1969(昭和44)       |
| 1983(昭和58) | 256    | 1985(昭和60) | 253    | 1970(昭和45)       |
| 1984(昭和59) | 253    | 1986(昭和61) | 251    | 1971(昭和46)       |
| 1985(昭和60) | 235    | 1987(昭和62) | 231    | 1972(昭和47)       |
| 1986(昭和61) | 240    | 1988(昭和63) | 246    | 1973(昭和48)       |
| 1987(昭和62) | 225    | 1989(平成１) | 229    | 1974(昭和49)       |
| 1988(昭和63) | 180    | 1990(平成２) | 185    | 1975(昭和50)       |
| 1989(平成１) | 142    | 1991(平成３) | 135    | 1976(昭和51)       |
| 1990(平成２) | 157    | 1992(平成４) | 150    | 1977(昭和52)       |
| 1991(平成３) | 153    | 1993(平成５) | 147    | 1978(昭和53)       |
| 1992(平成４) | 113    | 1994(平成６) | 112    | 1979(昭和54)       |
| 1993(平成５) | 102    | 1995(平成７) | 103    | 1980(昭和55)       |
| 1994(平成６) | 110    | 1996(平成８) | 100    | 1981(昭和56)       |
| 1995(平成７) | 99     | 1997(平成９) | 100    | 1982(昭和57)       |
| 1996(平成８) | 92     | 1998(平成10) | 88     | 1983(昭和58)       |
| 1997(平成９) | 105    | 1999(平成11) | 106    | 1984(昭和59)       |
| 1998(平成10) | 87     | 2000(平成12) | 87     | 1985(昭和60)       |
| 1999(平成11) | 86     | 2001(平成13) | 84     | 1986(昭和61)       |
| 2000(平成12) | 74     | 2002(平成14) | 75     | 1987(昭和62)       |
| 2001(平成13) | 94     | 2003(平成15) | 95     | 1988(昭和63)       |
| 2002(平成14) | 65     |              |        | 1989(平成１)       |
| 2003(平成15) | 84     |              |        | 1990(平成２)       |

※1955(昭和30)年度に入学者数が激減しているのは、この年度より本学区の一部を池尻中学へ移管した為である。

## 著名な卒業生
- EPO[5]
- 浜野谷憲尚・浜野谷憲吾（兄弟。兄は元JRA騎手、弟は競艇選手）
- 石神秀幸
- 高桑大二朗
- 馬渡和彰
- 赤星優志

## アクセス
- 東急田園都市線池尻大橋駅、三軒茶屋駅の両駅から徒歩15分
- 渋谷駅より東急バスで三宿バス停留所下車 徒歩5分

## 校歌
作詞 校歌制定委員会　作曲 太田俊彌　補作 宮下洋